# Спрингфілд (округ Сент-Круа, Вісконсин)
Спрингфілд (англ. Springfield) — місто (англ. town) в США, в окрузі Сент-Круа штату Вісконсин. Населення — 993 особи (2020).

## Демографія

### Перепис 2010
Згідно з переписом 2010 року, у місті мешкали 932 особи в 350 домогосподарствах у складі 264 родин. Було 373 помешкання
Расовий склад населення:
| - 96,2 % — білих - 2,3 % — азіатів - 0,4 % — корінних американців - 0,1 % — чорних або афроамериканців |

До двох чи більше рас належало 1,0 %. Частка іспаномовних становила 0,6 % від усіх жителів.
За віковим діапазоном населення розподілялося таким чином: 23,3 % — особи молодші 18 років, 64,4 % — особи у віці 18—64 років, 12,3 % — особи у віці 65 років та старші. Медіана віку мешканця становила 42,3 року. На 100 осіб жіночої статі у місті припадало 111,3 чоловіків; на 100 жінок у віці від 18 років та старших — 112,8 чоловіків також старших 18 років.
Середній дохід на одне домашнє господарство становив 75 816 доларів США (медіана — 60 417), а середній дохід на одну сім'ю — 86 116 доларів (медіана — 78 500). Медіана доходів становила 49 583 долари для чоловіків та 41 944 долари для жінок. За межею бідності перебувало 3,4 % осіб, у тому числі 9,2 % дітей у віці до 18 років та 0,0 % осіб у віці 65 років та старших.
Цивільне працевлаштоване населення становило 440 осіб. Основні галузі зайнятості: освіта, охорона здоров'я та соціальна допомога — 18,9 %, виробництво — 18,6 %, транспорт — 12,0 %, роздрібна торгівля — 10,9 %.

### Перепис 2000
За даними перепису 2000 року населення становило 808 осіб, в місті проживало 220 родин, перебувало 285 домашніх господарств і 299 будов з щільністю забудови 3,4 будови на км². Густота населення 9,1 осіб на км². Расовий склад населення: білі — 95,17 %, афроамериканці — 0,12 %, корінні американці (індіанці) — 0,12 %, азіати — 2,97 %, представники інших рас — 0,37 %, представники двох або більше рас — 1,24 %. Іспаномовні становили 0,50 % населення.
У 2000 році середній дохід на домашнє господарство становив $54 886 USD, середній дохід на сім'ю $56 154 USD. Чоловіки мали середній дохід $36 932 USD, жінки $22 241 USD. Середній дохід на душу населення становив $21 303 USD. Близько 0,9 % сімей та 2,4 % населення перебувають за межею бідності, включаючи 0,0 % молоді (до 18 років) та 3,4 % пристарілих (старше 65 років).